# KInfoCenter
KInfoCenter またはインフォセンターまたは KDE 情報センターはコンピュータシステムについての情報を提供する KDE のユーティリティである。
KDE 3.1 まではコントロールセンターに統合されていた。オプションのほとんどはもともと Linux 用に設計されていたが、それらの多くは他のオペレーティングシステムにも移植された。利用可能な KIO スレーブのように KDE についての役立つ情報も提供する。

## 提供される情報
KInfoCenter によって提供される情報は以下のサブセクションに分けられている。
- DMA チャンネル
- IO ポート
- OpenGL
- PCI
- PCMCIA
- Samba の状態
- SCSI
- USB デバイス
- X サーバ
- ストレージデバイス
- デバイス
- ネットワークインターフェース
- パーティション
- プロセッサ
- プロトコル
- メモリ
- 割り込み